# Santo, el Enmascarado de Plata vs. la invasión de los marcianos
Santo contra la invasión de los marcianos es una película de acción y ciencia ficción mexicana de 1967, dirigida por Alfredo B. Crevenna y protagonizada por El Santo, Wolf Ruvinskis, Maura Monti, Eva Norvind, Belinda Corel, Gilda Mirós, Ignacio Gómez Ruiz «El Nazi» y Ham Lee.

## Reparto
- El Santo como Santo (el Enmascarado de Plata)
- Wolf Ruvinskis como Argos
- Ignacio Gómez como Cronos
- Beny Galán como Hercules
- Ham Lee como Morfeo
- Eduardo Bonada como Luchador
- Antonio Montoro como Luchador
- Maura Monti como Afrodita
- Eva Norvind como Selene
- Belinda Corel como Diana
- Gilda Mirós como Artemisa
- Manuel Zozaya como Prof. Ordorica
- Consuelo Frank como Madre de Luisito
- Alicia Montoya como Madre de niño secuestrado
- Roy Fletcher como Padre de niño secuestrado
- Mario Sevilla como Padre de Luisito
- Pepito Velázquez como Luisito
- Juan Antonio Edwards como Niño secuestrado
- Yolanda Guzmán como Hermana de Luisito
- Ricardo Adalid como Dr. Adalid (no acreditado)
- Queta Carrasco como Mujer en fiesta (no acreditado)
- Rosa Furman como Esposa en fiesta (no acreditado)
- Demetrio González como Cantante TV (no acreditado)
- Carlos Hennings como Cliente de restaurante (no acreditado)
- Aarón Hernán como Fernández (no acreditado)
- Myron Levine como Invitado en fiesta (no acreditado)
- Nathanael León "Frankenstein" como Luchador (no acreditado)
- José Loza como Escritor (no acreditado)
- Antonio Padilla "Pícoro" como Anunciador ring (no acreditado)
- Sergio Ramos como Asistente de Ordorica (no acreditado)
- Nicolás Rodríguez como Padre Lorenzo Fuentes (no acreditado)